# Цветовое кодирование
Цветовое кодирование — алгоритмическая техника, полезная для обнаружения сетевых мотивов. Может быть использована, к примеру, для обнаружения простого пути длины k в заданном графе. Традиционный алгоритм цветового кодирования является вероятностным, но решение может быть дерандомизировано без существенного увеличения времени работы.
Цветовое кодирование также применяется для обнаружения циклов заданной длины и в более общем случае, как в задаче поиска изоморфного подграфа (NP-полная задача), где оно даёт алгоритмы полиномиального времени, если искомый подграф имеет ограниченную древесную ширину.
Эта техника широко используется в различных областях, включая науку, инженерию, медицину и информатику, для облегчения восприятия и анализа сложной информации.
Метод цветового кодирования предложили и анализировали в 1994 году. Авторы - Нога Алон, Рафаэль Юстер и Юрий Цвик.

## Результаты
Следующие результаты могут быть получены методом цветового кодирования:
- Для любой константы k, если граф {\displaystyle G=(V,E)} содержит цикл размера k, такой цикл может быть найден за:
  - {\displaystyle O(V^{\omega })} среднее время, или
  - {\displaystyle O(V^{\omega }\log V)} худшее время, где {\displaystyle \omega } является экспонентой умножения матриц[3].
- Для любой константы k и любого графа {\displaystyle G=(V,E)} из нетривиального семейства графов, замкнутого по минорам (например, планарные графы), если G содержит простой цикл размера k, то такой цикл может быть найден за:
  - O(V) среднее время, или за
  - O(V log V) время в худшем случае.
- Если граф {\displaystyle G=(V,E)} содержит подграф, изоморфный графу ограниченной древесной ширины, который имеет O(log V) вершин, то такой подграф может быть найден за полиномиальное время.

## Метод
Чтобы решить задачу нахождения подграфа {\displaystyle H=(V_{H},E_{H})} в данном графе {\displaystyle G=(V,E)}, где H может быть путём, циклом или любым графом с ограниченной древесной шириной, а {\displaystyle |V_{H}|=O(\log V)}, метод цветового кодирования начинает со случайной раскраски каждой вершины в G с помощью {\displaystyle k=|V_{H}|} цветов, а потом пытается найти полноцветную копию H в раскрашенном G. Здесь под полноцветным графом понимается граф, в котором каждая вершина раскрашена в свой цвет. Метод работает путём повторения (1) случайной раскраски графа и (2) нахождения полноцветной копии целевого подграфа. В конечном счёте целевой подграф может быть найден, если процесс повторять достаточное число раз.
Предположим, что копия H в G становится полноцветной с некоторой ненулевой вероятностью p. Отсюда следует, что при повторении случайной раскраски {\displaystyle {\tfrac {1}{p}}} раз эта копия однажды встретится. Заметим, что даже когда вероятность p мала, известно, что при {\displaystyle |V_{H}|=O(\log V)} вероятность p лишь полиномиально мала. Предположим, что существует алгоритм, который для данного графа G и раскраски, которая отображает каждую вершину G в один из k цветов, находит копию полноцветной копии H, если она существует, за некоторое время O(r). Тогда ожидаемое время поиска копии H в G, если она существует, равно {\displaystyle O({\tfrac {r}{p}})}.
Иногда желательно использовать более жёсткую версию цветной раскраски. Например, в контексте поиска циклов в планарных графах можно разрабатывать алгоритм для поиска хорошо раскрашенных циклов. Здесь под хорошо раскрашенным циклом понимается раскраска последовательными цветами.

### Пример
В качестве примера возьмём поиск простого цикла длины k в графе {\displaystyle G=(V,E)}.
При применении метода случайной раскраски каждый простой цикл имеет вероятность {\displaystyle k!/k^{k}>e^{-k}} стать полноцветным, поскольку имеется {\displaystyle k^{k}} способов выкрасить k вершин цикла, среди которых встречается {\displaystyle k!} вариантов полноцветной раскраски. Тогда алгоритм (описан ниже) может быть использован для поиска полноцветных циклов в случайно раскрашенном графе G за время {\displaystyle O(V^{\omega })}, где {\displaystyle \omega } является константой умножения матриц. Тогда требуется полное время {\displaystyle e^{k}\cdot O(V^{\omega })} для нахождения простого цикла длины k в G.
Алгоритм поиска полноцветного цикла сначала находит все пары вершин в V, соединённые простым путём длины k − 1, а потом проверяет, соединены ли две вершины в каждой паре. Если задана функция раскраски {\displaystyle c\colon V\to \{1,\dots ,k\}} для графа G, перенумеруем все разбиения множества цветов {\displaystyle \{1,\dots ,k\}} на два подмножества {\displaystyle C_{1},C_{2}} размера примерно {\displaystyle k/2} в каждом. Для каждого такого разбиения пусть {\displaystyle V_{1}} будет множеством вершинам, выкрашенных цветами из {\displaystyle C_{1}}, а {\displaystyle V_{2}} будет множеством вершин, выкрашенных цветами из {\displaystyle C_{2}}. Пусть {\displaystyle G_{1}} и {\displaystyle G_{2}} обозначают подграфы, порожденные {\displaystyle V_{1}} и {\displaystyle V_{2}} соответственно. Рекурсивно находим полноцветные пути длины {\displaystyle k/2-1} в {\displaystyle G_{1}} и {\displaystyle G_{2}}. Представим, что булевы матрицы {\displaystyle A_{1}} и {\displaystyle A_{2}} представляют связь каждой пары вершин в {\displaystyle G_{1}} и {\displaystyle G_{2}} полноцветным путём соответственно, и пусть B будет матрицей, описывающей смежность вершин {\displaystyle V_{1}} и {\displaystyle V_{2}}, тогда булево произведение {\displaystyle A_{1}BA_{2}} даёт все пары вершин в V, соединённые полноцветным путём длины k − 1. Объединение матриц, полученных на всех разбиениях множества цветов, даёт {\displaystyle t(k)\leqslant 2^{k}\cdot t(k/2)}, что приводит ко времени работы {\displaystyle 2^{O(k)}\cdot V^{\omega }=O(V^{\omega })}. Хотя этот алгоритм находит только конечные точки полноцветного пути, может быть использован другой алгоритм Алона и Наора, который и находит, собственно, полноцветный путь.

## Дерандомизация
Дерандомизация цветового кодирования вовлекает перечисление возможных раскрашиваний графа G так, что рандомизация раскраски G больше не нужна. Для обнаружения целевого подграфа H в G, перечисление должно включать, по меньшей мере, один случай, где H полноцветн. Чтобы это получить, достаточно перечислить k-совершенное семейство F хеш-функций из {\displaystyle \{1,\dots ,|V|\}} в {1, ..., k} . По определению, функция F k-совершенна, если для любого подмножества S множества {\displaystyle \{1,\dots ,|V|\}}, где {\displaystyle |S|=k}, существует хеш-функция h из F, такая что {\displaystyle h\colon S\to \{1,\dots ,k\}} является идеальной функции хеширования. Другими словами, должна существовать хеш-функци в F, которая раскрашивает заданные k вершин в k различных цвета.
Имеется несколько подходов к построению такого k-идеального семейства хеша:
1. Лучшее явное построение предложили Мони Наор, Леонард Дж. Шульман и Аравинд Сринивасан[5], в котором можно получить семейство размера {\displaystyle e^{k}k^{O(\log k)}\log |V|}. Это построение не требует, чтобы целевой подграф содержался в исходной задаче нахождения подграфа.
2. Другое явное построение предложили Джанетта П. Шмидт и Алан Сигель[6] даёт семейство размера {\displaystyle 2^{O(k)}\log ^{2}|V|}.
3. Ещё одно построение, которое появилось в исходной статье Нога Алона и др.[2], можно получить сначала путём построения k-совершенного семейства, которое отображает {\displaystyle \{1,\dots ,|V|\}} в {\displaystyle \{1,\dots ,k^{2}\}}, с построением другого k-совершенного семейства, которое отображает {\displaystyle \{1,\dots ,k^{2}\}} в {\displaystyle \{1,\dots ,k\}}. На первом шаге можно построить такое семейство с 2nlog k случайными битами, которое почти 2log k-независимо[7][8], и пространство, необходимое для генерации этих случайных бит, может быть ограничено величиной {\displaystyle k^{O(1)}\log |V|}. На втором шаге, как показали Джанетта П. Шмидт и Алан Зигель [6], размер такого k-идеального семейства может быть {\displaystyle 2^{O(k)}}. Следовательно, составляя k-идеальные семейства из обоих шагов, можно получить k-совершенное семейство размера {\displaystyle 2^{O(k)}\log |V|}, которое отображает из {\displaystyle \{1,\dots ,|V|\}} в {\displaystyle \{1,\dots ,k\}}.

В случае дерандомизации идеального раскрашивания, когда каждая вершина подграфа раскрашивается последовательно, требуется k-идеальное семейство хэш-функций из {\displaystyle \{1,\dots ,|V|\}} в {\displaystyle \{1,\dots ,k!\}}. Достаточное k-совершенное семейство, отображающее из {\displaystyle \{1,\dots ,|V|\}} в {\displaystyle \{1,\dots ,k^{k}\}}, может быть построено способом, подобным подходу 3 выше (первый шаг). В частности, это делается использованием {\displaystyle nk\log k} случайных бит, которые почти {\displaystyle k\log k} независимы, а размер получающегося k-совершенного семейства будет равен {\displaystyle k^{O(k)}\log |V|}.
Дерандомизация метода цветового кодирования может быть легко распараллелена, что приводит к эффективным алгоритмам в классе NC.

## Приложения
Недавно цветовое кодирование привлекло внимание ученых из области биоинформатики. Пример — определение сигнальных путей в сетях белок-белкового взаимодействия (ББВ). Другим примером является обнаружение и подсчёт числа мотивов в сетях ББВ. При изучении как сигнальных путей, так и мотивов позволяет более глубокое понимание похожести разницы многих биологических функций, процессов и структур в организмах.
Вследствие большого числа генетических данных, которые можно собрать, поиск путей или мотивов может занимать продолжительное время. Однако, используя метод цветового кодирования, мотивы и сигнальные пути с {\displaystyle k=O(\log n)} вершинами в сети G с n вершинами могут быть найдены очень эффективно за полиномиальное время. Это позволяет исследовать более сложные или больших размеров структуры в сетях ББВ.